# Cnemidophorus gypsi
Cnemidophorus gypsi är en ödleart som beskrevs av  Wright och LOWE 1993. Cnemidophorus gypsi ingår i släktet Cnemidophorus och familjen tejuödlor. Inga underarter finns listade i Catalogue of Life.